# Esteban Ocon
Esteban José Jean-Pierre Ocon-Khelfane (tiếng Pháp: [ɛs.te.ban ɔ.kɔ̃]; sinh ngày 17 tháng 9 năm 1996) là một tay đua người Pháp thi đấu cho đội đua BWT Alpine-Renault ở Công thức 1. Anh đã ra mắt công thức 1 cho Manor Racing tại giải đua ô tô Công thức 1 Bỉ 2016 và thay thế Rio Haryanto. Sau đó, anh đã chuyển đến Force India vào năm 2017 hợp tác với tay đua người Mexico Sergio Pérez trong các mùa giải 2017 và 2018. Ocon đã thuộc về một phần của chương trình đào tạo và phát triển của đội Mercedes và là tay đua dự bị cho Mercedes vào năm 2019 cho đến khi anh ấy chuyển đến đội đua Renault vào năm 2020. Anh lên bục podium công thức 1 đầu tiên của mình tại chặng đua GP Sakhir 2020 và chiến thắng đầu tiên tại chặng đua GP Hungary 2021.

## Sự nghiệp

### Công thức 1 (từ năm 2016 trở đi)

#### Những năm trước đó liên quan đến Công thức 1
Trải nghiệm đầu tiên của Ocon về công thức 1 là vào ngày 22 tháng 10 năm 2014, ngày mà anh lái chiếc Lotus E20 như một phần của cuộc thử nghiệm kéo dài hai ngày cho đội đua Lotus F1. Một tháng sau, anh ra mắt vào cuối tuần cho Lotus trong buổi tập đầu tiên tại giải đua ô tô Công thức 1 Abu Dhabi. Vào tháng 5 năm 2015, Ocon được đội Force India triệu tập để lái thử sau chặng đua ở Barcelona. Trước khi anh giành được danh hiệu tại giải đua GP3, đã có thông báo rằng Ocon sẽ gia nhập đội Mercedes Junior. Vào tháng 2 năm 2016, có thông báo rằng Ocon cũng sẽ đóng vai trò là tay đua dự bị cho Renault F1 cho mùa giải 2016. Anh đã tham gia các buổi luyện tập vào thứ sáu tại bốn chặng đua cho đội.

#### Manor (2016)
Đầu mùa giải Ocon là tay đua dự bị của đội đua Renault. Vào ngày 10 tháng 8 năm 2016, Rio Haryanto đã phải rời Manor Racing sau khi các nhà tài trợ của Haryanto không đáp ứng các nghĩa vụ theo hợp đồng của họ. Ocon đã được chỉ định là người thay thế Haryanto trong nửa sau của mùa giải, đua cùng với Pascal Wehrlein. Ocon bắt đầu sự nghiệp công thức 1 của anh tại giải đua ô tô Công thức 1 Bỉ 2016 vầ về đích ở vị trí thứ 16. Anh ấy đã giành được kết quả tốt nhất của mình là thứ 12 tại giải đua ô tô Công thức 1 Brazil 2016 bị ảnh hưởng bởi mưa và bị tụt khỏi vị trí tính điểm ở vòng đua cuối cùng. Dù không ghi được điểm số nào nhưng Ocon luôn đưa chiếc xe về đích an toàn.

#### Force India (2017-2018)

##### 2017: Cạnh tranh khốc liệt với đồng đội Sergio Pérez
Vào ngày 10 tháng 11 năm 2016, Force India thông báo rằng họ đã ký hợp đồng với Ocon cho mùa giải 2017 như một phần trong hợp đồng nhiều năm của anh ấy với Mercedes, với Sergio Pérez là đồng đội mới của anh. Anh cũng đã thay thế Nico Hülkenberg, người đã chuyển sang đội đua Renault.
Ocon đã ghi điểm công thức 1 đầu tiên trong chặng đua đầu tiên cho Force India tại chặng đua GP Úc và ghi điểm ở bốn chặng đua tiếp theo, bao gồm cả vị trí thứ 5 tại giải đua ô tô Công thức 1 Tây Ban Nha. Sau khi cán đích ở vị trí thứ 12 tại Monaco, Ocon đã ghi được điểm trong 12 chặng đua liên tiếp về đích nhưng thường xuyên vướng vào các sự cố với đồng đội Pérez. Tại giải đua ô tô Công thức 1 Canada, Pérez đã phớt lờ yêu cầu của đội để Ocon vượt qua để thách thức Daniel Ricciardo cho vị trí thứ ba. Hai tay đua đã va chạm tại chặng đua ở Azerbaijan, buộc Pérez phải bỏ cuộc và khiến Ocon bị thủng lốp. Họ đã tiếp tục đâm nhau tại chặng đua GP Bỉ, nơi Ocon bị ép về phía bức tường dẫn đến vòng cua Eau Rouge. Ocon sau đó nhận xét rằng anh ấy "tức giận" với Pérez và rằng anh ấy đã "liều mạng cho cả hai". Ông chủ sở hữu đội Force India Vijay Mallya tuyên bố rằng các sự cố lặp đi lặp lại là "rất đáng lo ngại" và anh sẽ phải thực thi các mệnh lệnh của đội sau đó. Ocon bắt đầu chặng đua ở Ý ở vị trí thứ 3 sau khi các tay đua của đội Red Bull phải đối mặt với các quả phạt đền. Đó chính là vị trí xuất phát cao nhất trong sự nghiệp của anh. Anh về đích ở vị trí thứ 6 trong cuộc đua. Anh đã dành phần lớn thời gian tại chặng đua ở Mexico ở vị trí thứ 3 và cuối cùng về thứ 5. Kỉ lục về đích hoàn thành 27 chặng đua liên tiếp của anh ấy đã kết thúc tại giải đua ô tô Công thức 1 Brazil, nơi anh đã va chạm với người đồng hương Romain Grosjean của đội Haas ở vòng đầu tiên.
Anh đã kết thúc mùa giải đầu tiên của mình ở vị trí thứ 8 trong Công thức 1 trong bảng xếp hạng các tay đua, ghi được 87 điểm so với 100 của Pérez.

##### 2018: Gây tranh cãi với Max Verstappen

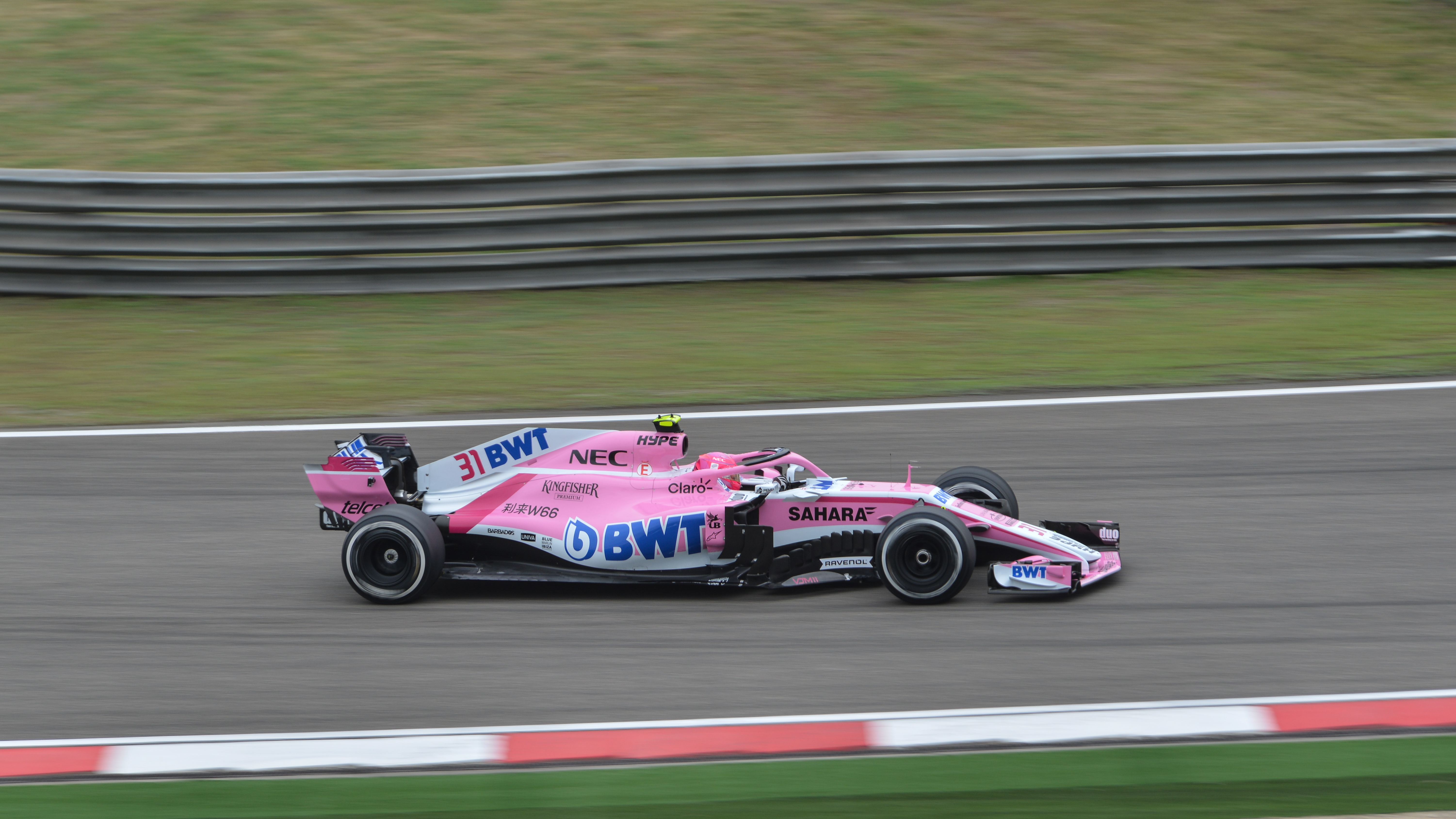
Esteban Ocon tại chặng đua GP Trung Quốc 2018

Ocon tiếp tục cùng với Pérez tại Force India vào năm 2018. Anh lấy điểm đầu tiên trong mùa giải tại chặng đua GP Bahrain ở vị trí thứ 10. Tại chặng đua ở Azerbaijan, anh đã va chạm ở vòng đầu tiên với Kimi Räikkönen khiến cuộc đua của anh kết thúc, trong khi đồng đội Pérez tiếp tục giành được vị trí thứ 3 trên bục podium. Ocon đã bỏ cuộc do rò rỉ dầu ở chặng đua tiếp theo ở Tây Ban Nha. Anh đã ghi thêm 5 điểm nữa trước kỳ nghỉ hè, nhưng đã bỏ cuộc ở chặng đua quê hương của mình ở Pháp sau một vụ va chạm ở vòng đầu tiên với dồng hương Pierre Gasly. Sau sự sụp đổ tài chính của Force India và việc doanh nhân người Canada Lawrence Stroll - cha của tay đua đội Williams Lance Stroll - mua tài sản của đội trong kỳ nghỉ hè, chủ sở hữu mới xác nhận rằng Ocon và Pérez sẽ ở lại với đội trong phần còn lại của mùa giải. Sau đó, có thông tin tiết lộ rằng Ocon đã có một "thỏa thuận không chính thức" để gia nhập đội Renault vào năm 2019 trước khi đội bất ngờ ký hợp đồng với Daniel Ricciardo khiến tương lai của Ocon bị nghi ngờ.
Tại chặng đua đầu tiên của Racing Point Force India, chặng đua Bỉ, Ocon đã tái lập được vị trí xuất phát cao nhất trong sự nghiệp của mình với vị trí thứ 3 và về đích ở vị trí thứ 6. Ocon và Pérez đã va chạm ở vòng đầu tiên của chặng đua GP Singapore khiến Ocon đâm vào tường. Đội mô tả vụ va chạm là "không thể chấp nhận được" và cấm các tay đua đua lẫn nhau. Pérez sau đó đã xin lỗi về vai trò của mình trong vụ tai nạn. Ocon đã bị loại khỏi vị trí thứ 8 tại chặng đua GP Hoa Kỳ sau khi chiếc xe của anh ấy bị phát hiện vượt quá giới hạn lưu lượng nhiên liệu. Tại chặng đua GP Brazil, anh đã va chạm với người dẫn đầu cuộc đua Max Verstappen trong khi cố gắng vượt Verstappen, làm hỏng cả hai chiếc xe. Cả hai tay đua đều có thể tiếp tục đua và Ocon bị phạt 10 giây vì sự cố. Họ cãi vã ngay sau cuộc đua và xô đẩy nhau nhiều lần. Cả hai tay đua đều bị FIA triệu tập và Verstappen được lệnh thực hiện hai ngày lao động công ích "theo quyết định của FIA" vì đã cố tình va chạm vào cơ thể của Ocon.
Ocon đã kết thúc mùa giải ở vị trí thứ 12, ghi được 49 điểm so với 62 của Pérez.

#### Tay đua dự bị cho đội đua Mercedes (2019)
Vào ngày 23 tháng 11 năm 2018, có thông báo rằng Ocon sẽ gia nhập Mercedes với tư cách là tay đua dự bị của họ cho năm 2019 sau khi có thông tin rõ ràng rằng anh sẽ được thay thế tại Racing Point bởi con trai của chủ sở hữu đội là Lawrence Stroll, Lance - kết quả đã được xác nhận một tuần sau đó. Ocon đã không tham gia các chặng đua trong năm 2019. Anh tuyên bố đã thảo luận với Mercedes cho mùa giải 2020, nhận xét rằng anh ấy "rất gần" với việc thay thế Valtteri Bottas tại đội. Thế nhưng, Mercedes cuối cùng đã quyết định tiếp tục hợp tác với Bottas.

#### Renault (2020)
Ocon gia nhập Renault vào năm 2020, ký hợp đồng hai năm cho đội và đánh dấu sự trở lại công thức 1 với tư cách là tay đua toàn thời gian. Anh thay thế Nico Hülkenberg và hợp tác với Daniel Ricciardo.

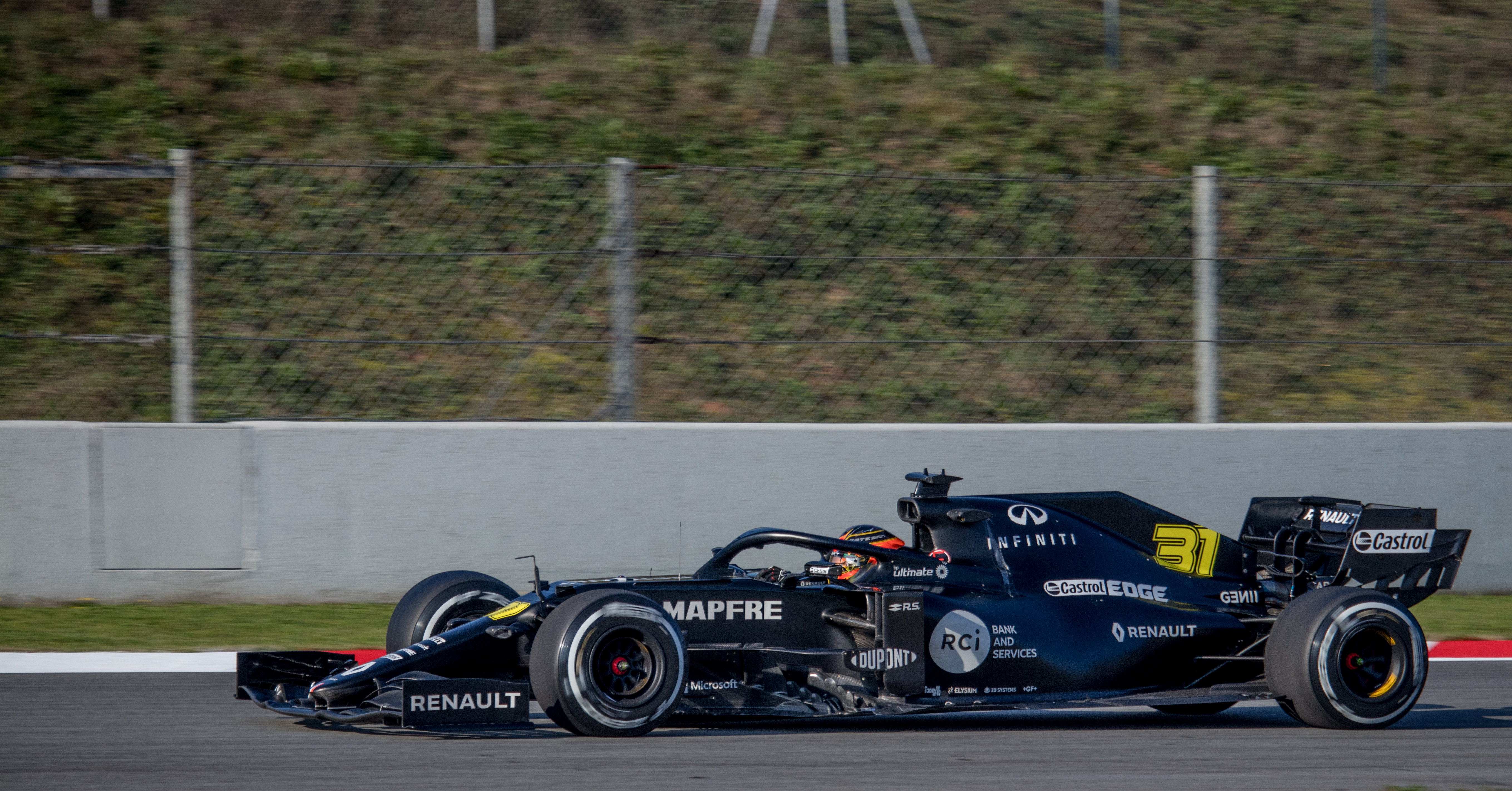
Esteban Ocon vào mùa giải năm 2020 với Renault

Ocon đã vượt qua vòng loại ở vị trí thứ 14 trong chặng đua ra mắt với Renault tại chặng đua GP Áo và về thứ 8. Anh đang chạy ở vị trí thứ 7 tại chặng đua GP Styria khi anh ấy bỏ cuộc vì vấn đề máy làm mát. Tại chặng đua 70th Anniversary, anh nhận được một án phạt sau khi cản trở George Russell ở vòng loại và xuất phát ở vị trí thứ 14, nhưng đã leo lên vài vị trí để về đích thứ 8 trong cuộc đua. Anh kết thúc với kết quả đua tốt nhất của mình kể từ năm 2017 tại chặng đua GP Bỉ, nơi anh ấy vượt qua vòng loại ở vị trí thứ 6 và về thứ 5 sau đồng đội Ricciardo. Hệ thống phanh của Ocon bốc cháy trong lúc  xe an toàn tại chặng đua GP Tuscan và đôi đã không thể sửa chữa hư hỏng trong thời gian cờ đỏ xảy ra ngay sau đó và Ocon đã phải bỏ cuộc. Anh đã trải qua những lần bỏ cuộc tại chặng đua GP Eifel và chặng đua GP Emilia Romagna.
Anh đã vượt qua vòng loại ở vị trí thứ 7 cho chặng đua GP Thổ Nhĩ Kỳ và tiến lên vị trí thứ 3 ở vòng cua đầu tiên, nhưng những pha va chạm với Ricciardo và Valtteri Bottas đã khiến anh về đích ngoài vị trí tính điểm ở vị trí thứ 11. Ocon bắt đầu ở vị trí thứ 11 tại chặng đua GP Sakhir. Anh đã leo lên vị trí thứ 5 ở vòng 54 trên 87 vì các vụ va chạm ở vòng mở màn và các tay đua đổi lốp ở làn pit lần thứ hai. Sau đó là giai đoạn xe an toàn ảo (VSC), Carlos Sainz Jr. ở vị trí thứ 3 và Ricciardo ở vị trí thứ 4 đã cố gắng tận dụng lợi thế bằng cách vào làn pit. Tuy nhiên, giai đoạn VSC đã kết thúc khi họ đang ở trong làn pit, vô hiệu hóa lợi thế của họ và đưa Ocon lên vị trí thứ ba. Anh sớm bị đồng đội cũ Sergio Pérez vượt qua, tuy nhiên các vấn đề về đổi lốp trong làn pit đối với các tay đua của đội Mercedes dẫn đầu đã cho phép Ocon giành được chiếc bục công thức 1 đầu tiên của mình khi về nhì, kết quả cuộc đua tốt nhất của Renault kể từ năm 2010. Anh ấy đã kết thúc mùa giải ở vị trí thứ 12 với chức vô địch dành cho các tay đua, đạt 62 điểm so với 119 của Ricciardo.

#### Alpine (từ năm 2021 trở đi)

##### 2021: Chiến thắng đầu tiên trong công thức 1
Renault đã đổi tên thành Alpine F1 cho mùa giải 2021. Đội đã ký hợp đồng với nhà vô địch công thức 1 hai lần Fernando Alonso để hợp tác với Ocon sau khi Daniel Ricciardo chuyển đến McLaren.

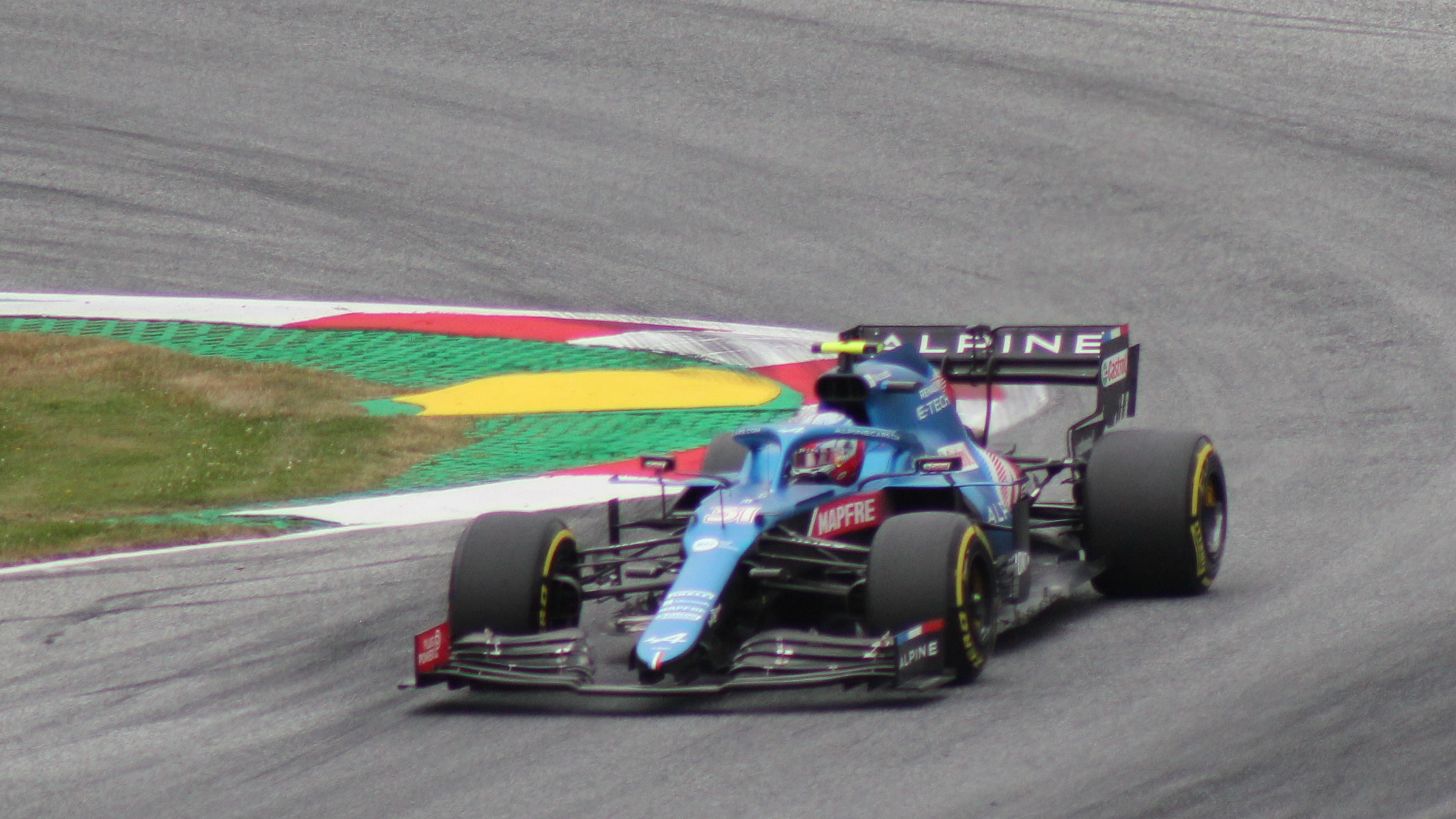
Esteban Ocon tại chặng đua GP Áo 2021

Trong chặng đua đầu tiên của đội với tư cách là Alpine, chặng đua GP Bahrain, Ocon đã bị Sebastian Vettel của đội đua Aston Martin đâm từ phía sau. Ocon đã hoàn thành chặng đua ở vị trí thứ 13 và Vettel sau đó đã xin lỗi về sự cố này. Ocon về đích thứ 9 tại chặng đua GP Emilia Romagna trước Alonso ở vị trí thứ 10, mang về cho đội điểm đầu tiên dưới cái tên Alpine. Lần bỏ cuộc đầu tiên của anh trong mùa giải là tại Azerbaijan do hỏng bộ tăng áp. Sau đó, anh đã phải vật lộn với tình trạng mòn lốp và về thứ 14 tại chặng đua GP Pháp. Anh xuất phát ở vị trí thứ 17 cho cả các chặng đua của Styria và rút lui ở Áo sau một vụ va chạm ở vòng đầu tiên với Antonio Giovinazzi.
Ocon bắt đầu ở vị trí thứ 8 tại chặng đua GP Hungary. Nhiều vụ va chạm phía trước đã giúp anh thăng lên vị trí thứ 2 ở góc cua đầu tiên, vị trí này đã trở thành vị trí đầu tiên khi người dẫn đầu cuộc đua là Lewis Hamilton đổi lốp thời tiết khô muộn hơn một vòng so với phần còn lại. Ocon tiếp tục dẫn đầu trong phần còn lại của cuộc đua, đánh bại Sebastian Vettel để giành chiến thắng công thức 1 đầu tiên của anh và Alpine.
Tại chặng đua GP Thổ Nhĩ Kỳ diễn ra trong điều kiện ẩm ướt, Ocon về thứ 10 sau khi chạy toàn bộ quãng đường đua trên một bộ lốp ướt mà không đổi lốp. Đây là lần đầu tiên một tay đua hoàn thành toàn bộ cuộc đua mà không đổi lốp kể từ năm 1997. Sau khi cán đích ở vị trí thứ 5 tại chặng đua GP Qatar, tiếp theo là vị trí gần nhất tại chặng đua GP Ả Rập Xê Út; Ocon đã dẫn đầu cuộc đua trong thời gian ngắn ở lần xuất phát lại đầu tiên và chạy ở vị trí thứ 3 trong phần lớn thời gian của cuộc đua, nhưng đã bị Valtteri Bottas vượt qua ngay trước cờ ca rô, chỉ kém 0,102 giây.
Ocon đã kết thúc mùa giải ở vị trí thứ 11 trong bảng xếp hạng, ghi được 74 điểm so với 81 của Alonso.

##### 2022: Đánh bại được đồng đội lão luyện Fernando Alonso
Alpine giữ lại Ocon và Alonso cho mùa giải 2022. Ocon về thứ 7 tại chặng đua GP Bahrain mở đầu mùa giải mặc dù bị phạt do va chạm với Mick Schumacher. Anh vượt qua vòng loại ở vị trí thứ 5 và về thứ 6 tại chặng đua GP Ả Rập Xê Út. Một sự cố trong buổi luyện tập cho chặng đua GP Miami đã buộc anh phải bỏ lỡ vòng phân hạng và xuất phát cuối cùng trên làn xuất phát. Anh đã leo lên các vị trí rong cuộc đua về đích thứ 9 và được thăng lên thứ 8 khi đồng đội Alonso bị một quả phạt đền. Tại chặng đua GP Tây Ban Nha, Ocon vượt qua vòng loại ở vị trí thứ 12 và về đích ở vị trí thứ 7, trước Alonso, sau khi cầm chân Lando Norris. Ocon về thứ 9 tại Monaco nhưng bị tụt xuống thứ 12 do bị phạt vì va chạm với Lewis Hamilton. 

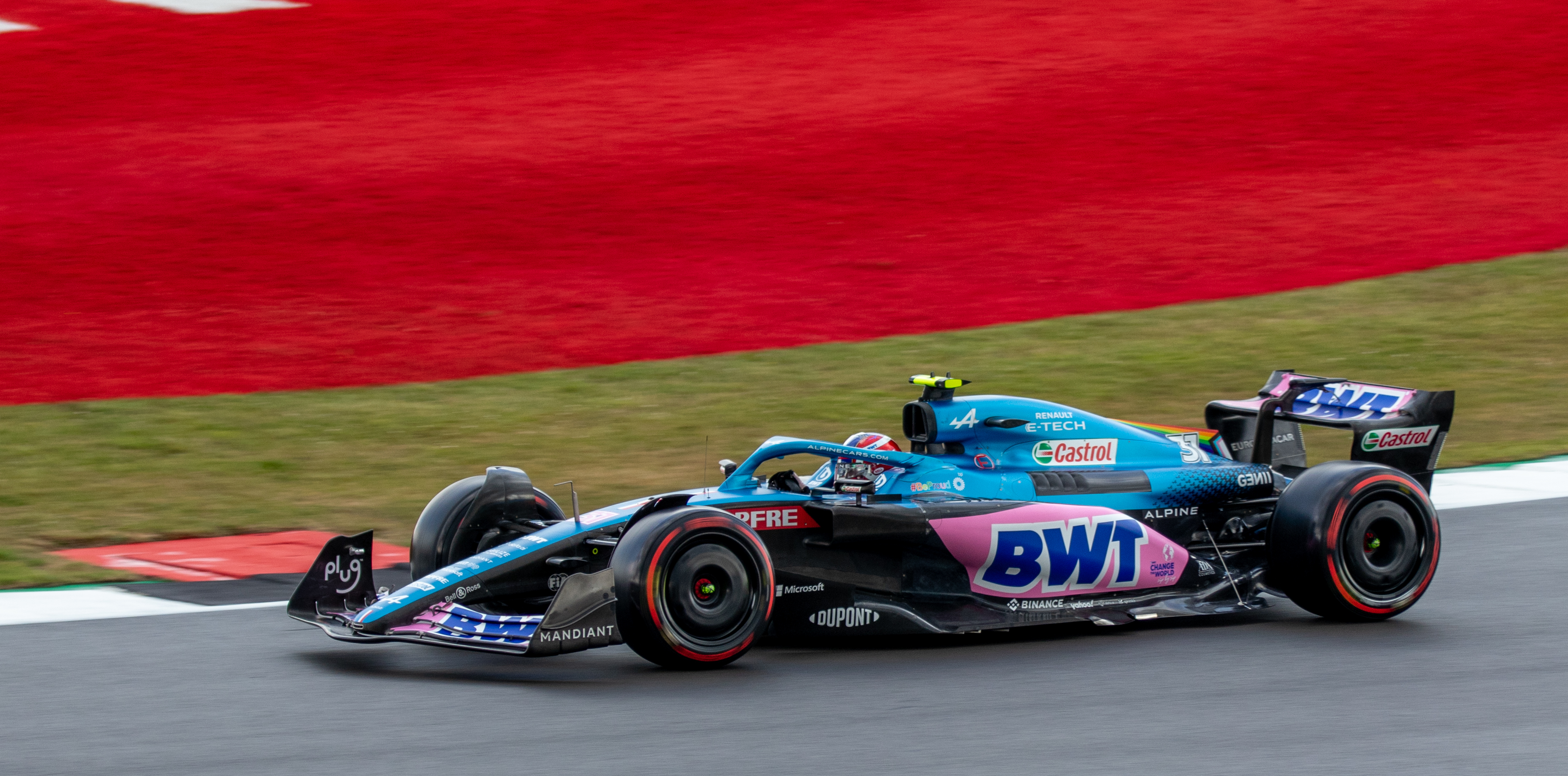
Esteban Ocon tại chặng đua GP Anh 2022

Tại chặng đua GP Anh, Ocon đã vượt qua vòng loại ở vị trí thứ 15 do vấn đề về pin và bỏ cuộc vì sự cố bơm nhiên liệu bất chấp các gói nâng cấp đáng kể đã mang đến cho chiếc xe Alpine A522. Năm lần lấy điểm kết thúc sau đó, trong đó có vị trí thứ 5 tại chặng đua GP Áo. Ocon đã vượt qua vòng loại ở vị trí thứ 5 tại chặng đua GP Bỉ nhưng bị hạ xuống thứ 16 do bị phạt bộ phận động cơ. Anh leo lên trong cuộc đua và ghi điểm ở vị trí thứ 7. Anh bắt đầu ở vị trí thứ 17 tại Singapore do gặp sự cố phanh ở vòng phân hạng và sau đó bỏ cuộc do hỏng động cơ. Kết quả tốt nhất của Ocon trong mùa giải cho đến nay là tại chặng đua GP Nhật Bản, nơi anh ấy đã cầm chân Lewis Hamilton để về thứ 4. Ocon đã gặp khó khăn trong vòng phân hạng của chặng đua GP Hoa Kỳ, bị loại ở phần Q1 và đứng thứ 18. Sau khi sử dụng các phần PU mới và bắt đầu từ làn pit, anh đã leo lên các vị trí nhưng sau đó chỉ về đích ở vị trí thứ 11. Ocon về đích thứ 8 tại chặng đua GP Mexico City. Tiếp theo đó, anh về đích vị trí thứ 8 ở Brasil và vị trí thứ 7 ở Abu Dhabi.
Ocon đã kết thúc mùa giải ở vị trí thứ 8 trong bảng xếp hạng, ghi được 92 điểm so với 81 của Alonso.

##### 2023
Ocon đã ký hợp đồng ở lại với Alpine cho đến hết mùa giải 2024. Anh sẽ đua cùng với đối thủ cũ của môn đua xe kart là và đồng hương Pierre Gasly vào năm 2023 khi Alonso chuyển tới Aston Martin.

## Thống kê thành tích
(Tính đến hết chặng đua GP Abu Dhabi 2022)
| Năm  | Giải đua                            | Đội đua                          | Số chặng đua  | Số lần chiến thắng | Poles         | F/Laps        | Podiums       | Điểm          | Kết quả       |
| ---- | ----------------------------------- | -------------------------------- | ------------- | ------------------ | ------------- | ------------- | ------------- | ------------- | ------------- |
| 2012 | Eurocup Formula Renault 2.0         | Koiranen Motorsport              | 14            | 0                  | 0             | 0             | 1             | 31            | 14            |
| 2012 | Formula Renault 2.0 Alps            | Koiranen Motorsport              | 9             | 0                  | 0             | 1             | 2             | 69            | 7             |
| 2013 | Eurocup Formula Renault 2.0         | ART Junior Team                  | 14            | 2                  | 1             | 1             | 5             | 159           | 3             |
| 2013 | Formula Renault 2.0 NEC             | ART Junior Team                  | 8             | 1                  | 0             | 1             | 3             | 122           | 12            |
| 2013 | Macau Grand Prix                    | Prema Powerteam                  | 2             | 0                  | 0             | 0             | 0             |               | 10            |
| 2014 | FIA Formula 3 European Championship | Prema Powerteam                  | 33            | 9                  | 15            | 7             | 21            | 478           | 1             |
| 2014 | Formula Renault 3.5 Series          | Comtec Racing                    | 3             | 0                  | 0             | 0             | 0             | 2             | 23            |
| 2014 | Macau Grand Prix                    | Theodore Racing by Prema         | 2             | 0                  | 0             | 0             | 0             |               | DNF           |
| 2015 | GP3 Series                          | ART Grand Prix                   | 18            | 1                  | 3             | 5             | 14            | 253           | 1             |
| 2016 | Deutsche Tourenwagen Masters        | Mercedes-Benz DTM Team ART       | 10            | 0                  | 0             | 0             | 0             | 2             | 26            |
| 2016 | Công thức 1                         | Manor Racing MRT                 | 9             | 0                  | 0             | 0             | 0             | 0             | 23            |
| 2017 | Công thức 1                         | Sahara Force India F1 Team       | 20            | 0                  | 0             | 0             | 0             | 87            | 8             |
| 2018 | Công thức 1                         | Sahara Force India F1 Team       | 12            | 0                  | 0             | 0             | 0             | 49            | 12            |
| 2018 | Công thức 1                         | Racing Point Force India F1 Team | 9             | 0                  | 0             | 0             | 0             | 49            | 12            |
| 2019 | Công thức 1                         | Mercedes-AMG Petronas Motorsport | Tay đua dự bị | Tay đua dự bị      | Tay đua dự bị | Tay đua dự bị | Tay đua dự bị | Tay đua dự bị | Tay đua dự bị |
| 2020 | Công thức 1                         | Renault DP World F1 Team         | 17            | 0                  | 0             | 0             | 1             | 62            | 12            |
| 2021 | Công thức 1                         | Alpine F1 Team                   | 22            | 1                  | 0             | 0             | 1             | 74            | 11            |
| 2022 | Công thức 1                         | BWT Alpine F1 Team               | 22            | 0                  | 0             | 0             | 0             | 92            | 8             |

Chú thích:
- * Mùa giải đang diễn ra.